# Prokop (Titow)
Prokopiusz, imię świeckie Piotr Siemionowicz Titow (ur. 13 grudnia?/25 grudnia 1877 w Tomsku, zm. 23 listopada 1937 w To'rtko'l) – rosyjski biskup prawosławny, święty nowomęczennik.

## Życiorys
Był synem kapłana prawosławnego, który według różnych źródeł służył w Nowokuźniecku lub w Tomsku jako protoprezbiter miejscowego soboru katedralnego. Przyszły duchowny otrzymał imię Piotr na cześć św. Piotra, metropolity kijowskiego.
Ukończył seminarium duchowne w Tomsku, a następnie Kazańską Akademię Duchowną, uzyskując w 1901 tytuł kandydata nauk teologicznych. W tym samym roku został zatrudniony w szkole duchownej w Tomsku. 21 sierpnia 1901 złożył wieczyste śluby mnisze w monasterze Zaśnięcia Matki Bożej w Ufie. W tym samym roku był kolejno wyświęcany na hierodiakona i hieromnicha. Od 1901 do 1906 kierował cerkiewną szkołą nauczycielską w Tomsku. Następnie został zatrudniony w seminarium duchownym w Irkucku w charakterze wykładowcy Pisma Świętego.
W 1909 otrzymał godność archimandryty. W tym samym roku został zatrudniony na kursach pastoralnych przy eparchii wołyńskiej jako asystent ich kierownika. Na stanowisku tym pozostawał przez pięć lat, do chirotonii biskupiej. Przyjął ją 30 sierpnia 1914 w soborze katedralnym w Odessie. Otrzymał wówczas tytuł biskupa jelizawietgradzkiego, wikariusza eparchii chersońskiej i odeskiej. Brał udział w Soborze Lokalnym Rosyjskiego Kościoła Prawosławnego w latach 1917-1918. W czasie jego trwania został mianowany namiestnikiem Ławry św. Aleksandra Newskiego. 2 sierpnia 1918 odmówił rozmieszczenia w pomieszczeniach monasteru szpitala wojskowego; próba aresztowania jego i innych mnichów przez Czerwoną Gwardię została jednak udaremniona przez zgromadzony tłum.
Odwołany z funkcji namiestnika Ławry, wrócił do eparchii chersońskiej, przyjmując tytuł biskupa nikołajewskiego. W 1921 został ordynariuszem eparchii chersońskiej. Czynnie sprzeciwiał się rozwojowi Żywej Cerkwi, która pojawiła się w Chersoniu w 1923. Z tego też powodu został aresztowany 16 lutego 1923 i oskarżony o sprzeciwianie się konfiskacie kosztowności cerkiewnych, wspieranie Białych, w tym prowadzenie zbiórki funduszy na potrzeby armii gen. Denikina. Początkowo został skazany na śmierć, wyrok został jednak zrewidowany i ostatecznie hierarcha został jedynie zmuszony do wyjazdu do Moskwy. Nastąpiło to w grudniu 1924.
Przebywając w Moskwie bez prawa wyjazdu do innej miejscowości, arcybiskup Prokopiusz służył w różnych parafiach, nie będąc stale przypisanym do żadnej placówki duszpasterskiej. Utrzymywał kontakty z innymi biskupami (często będącymi w analogicznej sytuacji), brał udział w uroczystym pogrzebie patriarchy moskiewskiego i całej Rusi Tichona, zaś 12 kwietnia 1925 podpisał akt mianowania metropolity krutickiego Piotra locum tenens Patriarchatu Moskiewskiego. W czerwcu tego samego roku otrzymał godność arcybiskupią. W listopadzie 1925 został aresztowany razem z metropolitą Piotrem i całą grupą innych biskupów (byli w niej m.in. Parteniusz (Brianskich), Pachomiusz (Kiedrow), Guriasz (Stiepanow) i Damaskin (Cedryk)), kapłanów i świeckich, oskarżony o członkostwo w antypaństwowej organizacji monarchistycznej. Do czerwca 1926 był przetrzymywany w więzieniu na Butyrkach, a następnie skierowany do łagru w dawnym Monasterze Sołowieckim. W grudniu 1928 został przewieziony na Ural, gdzie miał dodatkowo odbyć karę trzyletniego zesłania.
W czasie transportu, między Leningradem a Tobolskiem został oskarżony, razem z biskupem Ambrożym (Polańskim) i towarzyszącą im Jekatieriną Skadowską, o prowadzenie agitacji antyradzieckiej, śledztwo zostało jednak umorzone. Na zsyłce żył kolejno w Obdorsku, Mużach i Nowym Kiewacie. Tam też w 1931 został aresztowany i oskarżony o działalność kontrrewolucyjną, do czego się nie przyznał. Skazano go na kolejną, dwuletnią zsyłkę do Ałmaty. Po odbyciu wyroku żył krótko w Moskwie u brata, następnie u matki w Tomsku, ostatecznie jednak osiadł w Kamyszynie, gdzie na zesłaniu przebywał jego przyjaciel, ks. Joann Skadowski. Utrzymywał kontakty z eparchią chersońską, dary pochodzących z niej duchownych i wiernych zapewniały obydwu duchownym utrzymanie. Ks. Skadowski i biskup Prokopiusz urządzili w swoim domu prywatną cerkiew.
W 1934 obydwaj duchowni, jak również biskup Joazaf (Popow) i ksiądz Jewstafij Noric zostali aresztowani. NKWD oskarżyło go o przynależność do Cerkwi katakumbowej, prowadzenie propagandy kontrrewolucyjnej, nielegalne odprawianie nabożeństw w domowej cerkwi oraz utrzymywanie kontaktów z eparchią chersońską. Nie przyznał się do winy, został skazany na pięcioletnią zsyłkę do Toʻrtkoʻlu w Karakałpacji. Żył razem z ks. Skadowskim i jego żoną Jekatieriną, ponownie utrzymując się z darów napływających z eparchii chersońskiej, służył w cerkwi domowej. W sierpniu 1937 został aresztowany razem z ks. Skadowskim pod zarzutem prowadzenia systematycznej agitacji monarchistycznej. Obaj duchowni zostali skazani na śmierć i rozstrzelani w tym samym roku.
Kanonizowany w 1996 przez Ukraiński Kościół Prawosławny Patriarchatu Moskiewskiego. W 2000 jego kult został rozszerzony na cały Patriarchat Moskiewski.